# Obraz Matki Bożej Łaskawej w Wieliczce
Obraz Matki Bożej Łaskawej w Wieliczce – wizerunek Matki Bożej z Dzieciątkiem, zwany obrazem Matki Bożej Łaskawej-Księżnej Wielickiej znajdujący się w kościele pw. Stygmatów św. Franciszka z Asyżu w zespole kościelno-klasztornym oo. Franciszkanów-Reformatów w Wieliczce.

## Opis obrazu
Obraz Matki Bożej Łaskawej należy do ikonograficznego typu zwanego Eleusa (Umilenijne). Twarz matki jest owalna z długim i prostym nosem, usta drobne, oczy skierowane na widza. Wielicka Maryja ma długą szyję i smukłe dłonie. Ubrana jest w długą czerwoną suknię, na ręce zarzucony jest zielony płaszcz. W lewej ręce trzyma syna. Dzieciątko Jezus natomiast ukazane jest w pozycji siedzącej na ramieniu Maryi i obejmujące za szyję matkę (zwrócone lekko w prawo). Twarz Jezusa jest okrągła, ma długi i szeroki nos, włosy jasne i kędzierzawe, wzrok jego skierowany jest na widza. Dzieciątko nago siedzi na białej pieluszce. Głowy Maryi i Dzieciątka są lekko pochylone ku sobie w pozie wzajemnej tkliwości, (głowy) zdobią złote korony. Tło obrazu jest ciemnobrązowe. Obraz ozdobiony jest sukienką i koronami. Rama wizerunku jest wykonana z drewniana, profilowana i złocona, od zewnątrz zdobiona ornamentem w postaci kimationu.

## Historia obrazu
Wizerunek został namalowany prawdopodobnie przed 1609 r. (lub w XVI w.), w manierze barokowej, tzw. tłustą temperą na cienkiej płycie piaskowca, pochodzącej ze złoża myślenicko-dobczyckiego o wymiarach 62 x 86 cm i grubości 30 mm. Namalowany został przez anonimowego artystę szkoły włoskiej.
Tradycja mówi, że namalowany na kamiennej płycie obraz Matki Bożej z Dzieciątkiem, przed przybyciem reformatów, znajdował się w przydrożnej kaplicy pw. św. Antoniego Padewskiego, górniczego patrona, stojącego na terenie dzisiejszego klasztoru. Mieli go przywieść do Wieliczki kupcy z Włoch lub z Bałkanów. Po wzniesieniu kościoła obraz ten, podobnie jak wizerunek św. Antoniego, został zabrany do świątyni (od 1623). Obraz pierwotnie znajdował się w ołtarzu Matki Boskiej w nawie głównej. Obecnie jest umieszczony w kaplicy Matki Boskiej Łaskawej (budowę rozpoczęto w 1988 r. z zamysłem umieszczenia w niej obrazu).
Trudno ustalić informacje obrazu i jego kultu w XVI i XVII w., gdyż pierwotna kronika klasztorna spłonęła w 1718 r. podczas pożaru klasztoru. Wiadomo, że wizerunek był kilkakrotnie konserwowany i częściowo przemalowywany, między innymi w 1878, 1933, 1945, 1975–1976 oraz 1989–1991. Podczas prac konserwatorskich w 1976 roku odkryto litery „A D” oraz datę „1678”, która według badaczy odnosi się do pierwszej konserwacji wizerunku Madonny Wielickiej, natomiast podczas przeprowadzonych prac konserwatorskich w 1989 roku z inicjatywy kustosza sanktuarium o. Ludwika Kurowskiego, pod nadzorem wybitnego profesora Zofii Medweckiej z krakowskiej Akademii Sztuk Pięknych odkryto napis „Dąbski” lub „Dąbrowski” prawdopodobnie należący do konserwatora obrazu z roku 1678.
Obraz posiadał w swojej historii trzy sukienki. Od początku obraz zdobiła metalowa pozłacana sukienka, od 1878 r. sukienka rzeźbiona w drewnie lipowym, zastąpiona następnie sukienką srebrną. 6 czerwca 2020 r. w rocznicę 25-lecia koronacji obrazu bp Damian Muskus poświęcił nową suknię oraz korony. Suknię wykonano z drogocennych tworzyw, m.in. z korali, bursztynów, rubinów, szmaragdów czy pereł. Na sukni umieszczono także Order Orła Białego (najwyższe odznaczenie państwowe, ofiarowane przez anonimową osobę). Na skroniach Matki Bożej i Dzieciątka założono nowe złote korony, otoczone wieńcem z 12 gwiazd. 
W październiku 1994 r. Ojciec Święty poświęcił przywiezione do Rzymu w pielgrzymce korony, którymi Wielicka Pani wraz z Dzieciątkiem została ukoronowana w dniu 4 czerwca 1995 r. przez kardynała Franciszka Macharskiego.
Obraz Madonny z Wieliczki otoczony jest od wieków kultem. Świadectwem są m.in. liczne wota przy obrazie, specjalne modlitwy oraz pieśni. Od XVII wieku do chwili obecnej w klasztornych kronikach opisano wiele cudownych wydarzeń i łask z przyczyną Matki Bożej Łaskawej. Przed wizerunkiem sprawowane są liczne nabożeństwa oraz odmawiany codzienny różaniec. Głównym świętem Matki Bożej Łaskawej jest tzw. odpust Porcjunkuli – 2 sierpnia (Matki Bożej Anielskiej). Kościół z Wieliczki jest wpisany (od stulecia) w katalogu kościołów archidiecezji krakowskiej jako sanktuarium Matki Bożej Łaskawej – Wielickiej. Ponowne urzędowe wpisanie go do rejestru sanktuariów nastąpiło w 1968 r.

## Modlitwa do Matki Bożej
Matko Boża Łaskawa, Księżno Wieliczki, od czterech wieków zwrócona ku nam twarzą miłości i zatroskania, wstawiaj się za nami u Króla Chwały, którego z macierzyńską tkliwością piastujesz. 
Matko Bożej Mądrości, oczyść i oświeć nasze serca i umysły, otwórz je na światło Ewangelii i spraw, by każda chwila naszego życia była miłą Bogu, a nasze prośby zmieniały się w dziękczynienie. Niepokalana Matko przebaczenia i ufności, wybaw nas do wszelkiego zła, od małości i pychy, od alkoholizmu i zepsucia przemów swą łaską do grzeszących i uproś i Twojego Syna łaskę przemiany. 
Patronko radości macierzyńskiej, weź w swoją opiekę każdą rodzinę, a szczególnie każdą matkę noszącą pod sercem nowe życie, i spraw, by z miłością przyjęła swe dziecko jako dar Boga samego. 
Pani Wielicka. Matko łaski Pośredniczko, weź w swe miłosierne dłonie wszystkie nasze sprawy, pobłogosław górniczemu ludowi, daj siłę dłoniom i bohaterskim sercom. Wyjednaj zgodę w Narodzie i dar wzajemnego przebaczenia, o Matko Dobrej Miłości.

Amen.